# Shahrestān di Rasht
Lo shahrestān di Rasht (farsi شهرستان رَشت) è uno dei 16 shahrestān della provincia di Gilan, il capoluogo è Rasht. Lo shahrestān è suddiviso in 6 circoscrizioni (bakhsh): 
- Centrale (بخش مرکزی)
- Khomam (بخش خمام), con la città di Khomam.
- Sangar (بخش سنگر), con la città di Sangar.
- Kuchesfahan (بخش کوچصفهان), con la città di Kuchesfahan.
- Lasht-e Nesha (بخش لشت نشا), con la città di Lasht-e Nesha.
- Khoshk-e Bijar (بخش خشکبیجار), con la città di Khoshk-e Bijar.